# Port Nolloth

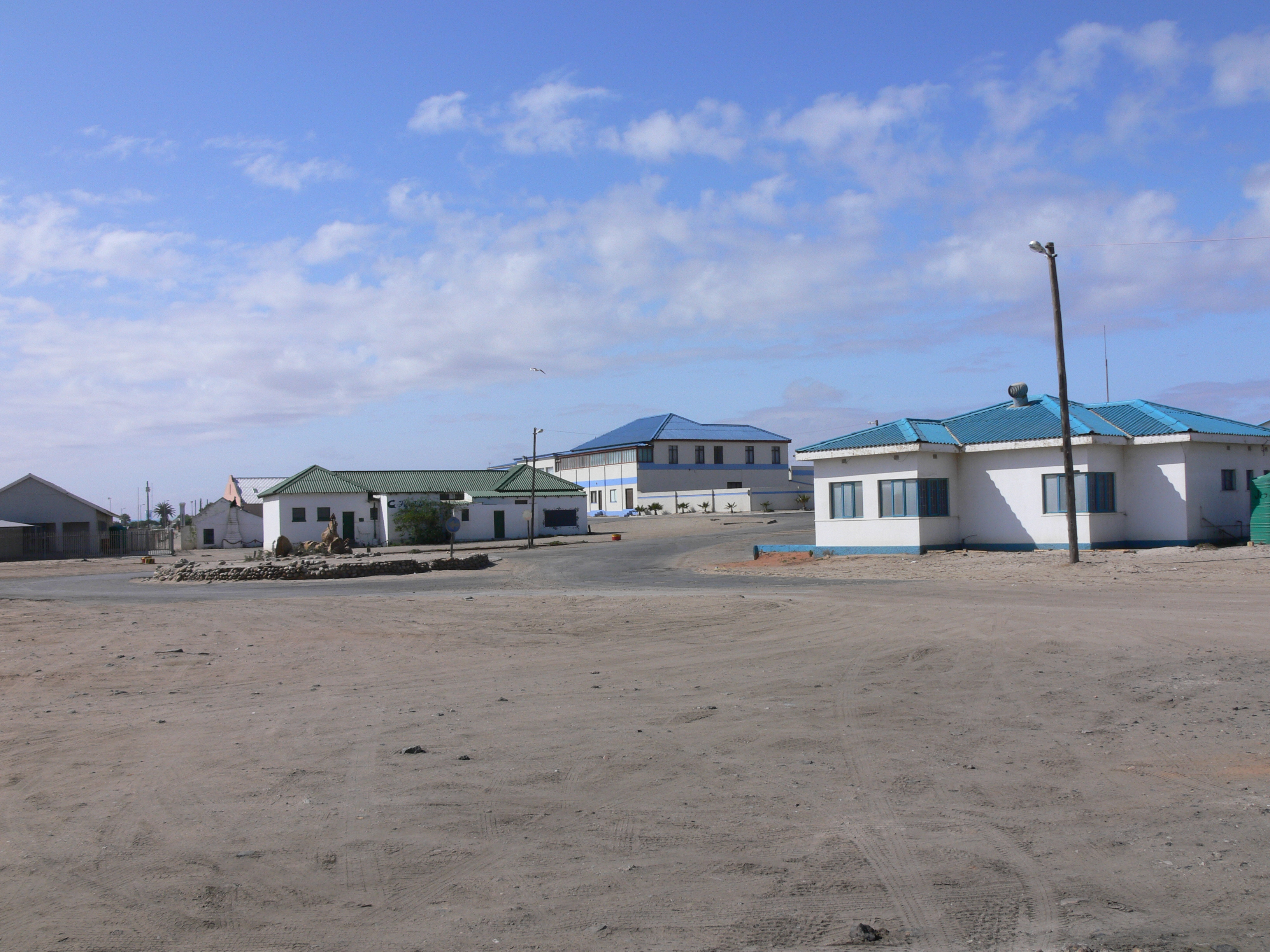
Hus i Port Nolloth.

Port Nolloth är en hamnort i Norra Kapprovinsen, vid Sydafrikas västra kust mot Atlanten. Folkmängden uppgick till 6 092 invånare vid folkräkningen 2011.
Orten var tidigare utskeppnings- och omlastningshamn för koppar och diamanter, men sedan 1970-talet livnär sig invånarna huvudsakligen på fiske och turism.